# 王仰 (萬曆己丑進士)
王仰，號楚瞻，湖廣武昌府崇陽縣人，明代政治人物。

## 生平
萬曆十三年（1585年）乙酉科湖廣鄉試舉人，十七年（1589年）己丑科进士，釋褐，官廣東新興縣知縣。二十年調福建閩縣，被惡僕下毒而死。後來事發，其子手刃惡僕以報仇。

## 家族
曾祖王绍寅。祖父王容。父王上興。